# 야키토리
야키토리(일본어: 焼き鳥)는 일본의 닭고기를 꼬치에 꿰어서 만든 음식이다. 조리 후에 고기는 타레나 소금으로 양념하는 것이 보통이다.

## 같이 보기
- 닭꼬치
- 일본 요리
- 사테
- 샤실리크
- 수블라키